# Chính sách thị thực của Botswana
Du  khách đến Botswana cần có thị thực trừ khi họ đến từ một quốc gia được miễn thị thực.

## Bản đồ chính sách thị thực

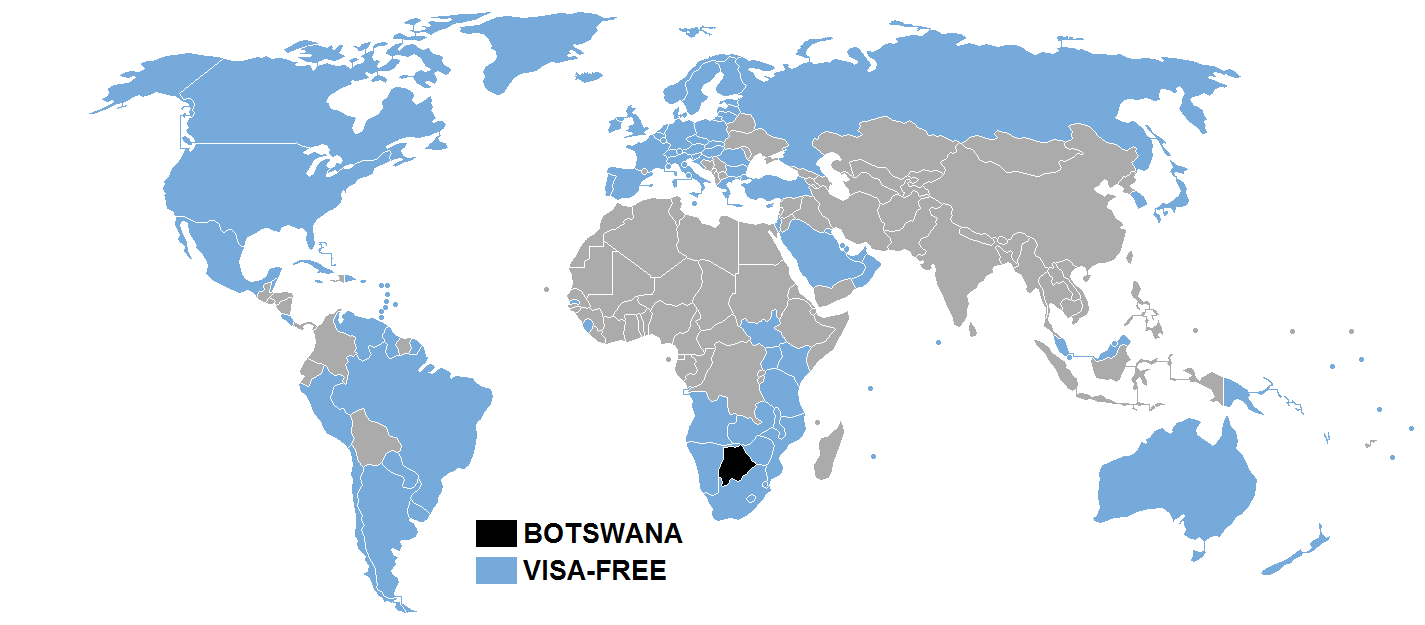
Chính sách thị thực của Botswana

## Miễn thị thực
Người sử hữu hộ chiếu của 103 quyền lực pháp lý sau không cần thị thực để đến Botswana lên đến 90 ngày (trong khoảng thời gian 12 tháng):
| - Tất cả công dân Liên minh châu Âu - Angola - Antigua và Barbuda - Argentina - Bahamas - Bahrain - Barbados - Belize - Brasil - Brunei - Cameroon - Canada - Chile - Costa Rica - Cuba - Dominica - Cộng hòa Dominican - Gambia - Grenada - Guyana | - Hoa Kỳ - Holy See - Hồng Kông - Iceland - Israel - Jamaica - Nhật Bản - Kenya - Kiribati - Hàn Quốc - Kuwait - Lesotho - Liechtenstein - Malawi - Malaysia - Maldives - Mauritius - México - Monaco | - Mozambique - Namibia - Nauru - New Zealand - Na Uy - Oman - Papua New Guinea - Paraguay - Peru - Qatar - Nga - Samoa - Saint Kitts và Nevis - Saint Lucia - Saint Vincent và Grenadines - San Marino - Ả Rập Saudi | - Seychelles - Sierra Leone - Singapore - Quần đảo Solomon - Nam Phi - Nam Sudan - Swaziland - Thụy Sĩ - Tanzania - Tonga - Trinidad và Tobago - Thổ Nhĩ Kỳ - Tuvalu - Úc - Uganda - Các Tiểu vương quốc Ả Rập Thống nhất - Uruguay - Vanuatu - Venezuela - Zambia - Zimbabwe |

Tất cả du khách phải sở hữu hộ chiếu có hiệu lực ít nhất 6 tháng.

## Thống kê du khách
Hầu hết du khách đến Botswana đến từ một trong những quốc gia này:
</ref>
| Quốc gia       | 2015      | 2014      | 2013      |
| -------------- | --------- | --------- | --------- |
| Zimbabwe       | 967.322   | 784.720   | 825.717   |
| Nam Phi        | 808.118   | 600.387   | 742.639   |
| Zambia         | 202.289   | 188.351   | 331.799   |
| Namibia        | 170.326   | 162.453   | 169.733   |
| Hoa Kỳ         | 49.451    | 49.961    | 139.752   |
| Vương quốc Anh | 41.011    | 39.675    | 47.929    |
| Đức            | 32.230    | 34.576    | 43.674    |
| Malawi         | 20.607    | 15.175    | 17.386    |
| Lesotho        | 18.842    | 12.408    | 10.839    |
| Ấn Độ          | 17.413    | 18.342    | 13.543    |
| Tổng           | 2.501.616 | 2.082.521 | 2.598.158 |